# Vasiliká Anógia
Vasiliká Anógia, en grec moderne : Βασιλικά Ανώγεια, est un village du dème de Gortyne, dans le district régional de Héraklion, de la Crète, en Grèce. Selon le recensement de 2001, la population de Vasiliká Anógia compte 216 habitants.
Le village est situé à une altitude de 190 mètres et à une distance de 57 km de Héraklion.